# Berechurch
Berechurch – wieś w Anglii, w hrabstwie Essex. Leży 31 km na północny wschód od miasta Chelmsford i 80 km na północny wschód od Londynu. Miejscowość liczy 103 678 mieszkańców.